# Stolzite
La stolzite est une espèce minérale, tungstate de plomb, de formule PbWO4. Elle est similaire et souvent associée à la wulfénite qui possède la même formule chimique, le tungstène étant remplacé par le molybdène. La stolzite cristallise dans le système cristallin tétragonal et est dimorphe avec la forme monoclinique, le minéral raspite.
Les cristaux de tungstate de plomb ont la transparence optique du verre combinée à une densité beaucoup plus élevée (8,28 g/cm3 contre ~2,2 g/cm3 pour la silice fondue). Ils sont utilisés comme scintillateurs en physique des particules à cause de leur courte longueur de radiation (0,89 cm), leur faible rayon de Molière (2,2 cm), leur faible temps de réponse et leur résistance au rayonnement. Des cristaux de tungstate de plomb sont utilisés dans le calorimètre électromagnétique Compact Muon Solenoid.
Elle fut décrite pour la première fois en 1820 par August Breithaupt, qui l'appela Scheelbleispath puis par François Sulpice Beudant en 1832, qui l'appela scheelitine. En 1845, Wilhelm Karl Ritter von Haidinger proposa le nom stolzite pour une occurrence à Krusne Hory (Monts Métallifères), Tchéquie, la nommant d'après Joseph Alexi Stolz de Teplice en Bohême,.  On la trouve dans des dépôts de minerais plomb/tungstène hydrothermaux oxydés, typiquement en association avec la raspite, la cérusite, l'anglésite, la pyromorphite et la mimétite.

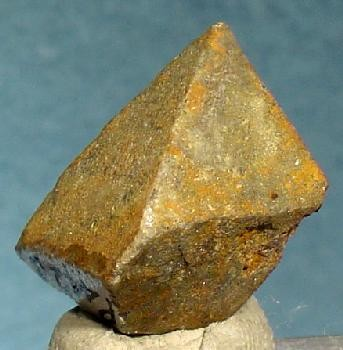
Cristal de stolzite du district de Darwin, comté d'Inyo, Californie (taille : 2.0 x 1.7 x 1.6 cm)